# 5 Tauri
5 Tauri (5 Tau) es una estrella en la constelación de Tauro, también es denominada f Tauri. 
Tiene una magnitud aparente +4.14 y se halla situada aproximadamente a una distancia de 360 años luz.
5 Tauri es una estrella gigante anaranjada de clase K. Es una estrella doble espectroscópica